# Viktor Steiner (Wirtschaftswissenschaftler)
Viktor Steiner (* 25. April 1957) ist ein österreichischer Wirtschaftswissenschaftler.

## Leben
Steiner studierte Volkswirtschaftslehre an der Universität Linz von 1980 bis 1984 (Mag. rer. soec. oec., 1990: Dr. rer. soec. oec. bei Kurt W. Rothschild). Nach einer Tätigkeit als Forschungsbereichsleiter „Arbeitsmärkte, Personalmanagement und Soziale Sicherung“ am Zentrum für Europäische Wirtschaftsforschung in Mannheim wurde er 2001 vom ifo Institut für Wirtschaftsforschung und der Ludwig-Maximilians-Universität München als Professor für Volkswirtschaftslehre, insbesondere Arbeitsmarkt- und Sozialpolitik und zugleich als Forschungsdirektor für „Sozialpolitik und Arbeitsmärkte“ berufen. Seit 2002 ist er Universitätsprofessor (C4) für Volkswirtschaftslehre, insb. Empirische Wirtschaftsforschung der FU Berlin.

## Forschungsschwerpunkte
Steiners Forschungsschwerpunkte sind empirische Finanzwissenschaft, Sozialpolitik, Arbeitsmarkt- und Bildungspolitik, Angewandte Mikroökonometrie und Mikrosimulation.

## Schriften (Auswahl)
- Determinanten individueller Arbeitslosigkeit. Mikroökonomische Erklärungsansätze und empirische Analysen für Österreich. Wien 1990, ISBN 3-85369-800-X.
- Konsolidierung der Staatsfinanzen. Berlin 2010.
- mit Martin Beznoska: Does consumption decline at retirement? Evidence from repeated cross-section data for Germany. Berlin 2012.
- mit Kai-Uwe Müller: Distributional effects of a minimum wage in a welfare state. The case of Germany. Berlin 2013.